# Xylocopa leucothoracoides
Xylocopa leucothoracoides là một loài Hymenoptera trong họ Apidae. Loài này được Maidl mô tả khoa học năm 1912.